# Günter G. A. Marklein
Günter G. A. Marklein (* 1942 in Hildesheim) ist ein deutscher Autor und ehemaliger Museumsleiter.

## Leben
Marklein diente bei der Bundesmarine. Er ist gelernter Elektrotechniker und arbeitete bis 1984 in dem Beruf. Zuletzt war er als Betriebsleiter bei einem Unternehmen in Augsburg tätig. Zudem schrieb er als freier Mitarbeiter Beiträge für die Aichacher Zeitung. 1982 zog er mit seiner Frau nach Stendal. Er begann eine Sammlung über Otto von Bismarck zusammenzutragen und eröffnete auf ihrer Grundlage ein Museum in Bismark-Poritz, das er bis 2010 leitete. 2004 zog das Bismarckmuseum auf eine Initiative von Fritz Blume jun. hin nach Jever um.
1985 veröffentlichte Marklein sein erstes Buch. Er hat über 100 Bücher, insbesondere über heimatkundliche Themen verfasst. Sein besonderes Interesse gilt der Geschichte Preußens und der Altmark. Über altmärkische Städte sowie Otto von Bismarck hat er sich umfangreich schriftstellerisch betätigt. Seit 2010 arbeitet er freiberuflich für den Isensee Verlag, für den er vor allem Broschüren, regionale Reiseführer und Bildbände anfertigt. Er lebt in Dornum.

## Veröffentlichungen (Auswahl)
- Hansestadt Stade: ein Stadtrundgang, 2013.
- Langeoog: ein Inselrundgang, 2015.
- Stendal: ein Stadtrundgang, 2024.
- Stadt Salzwedel: die alte Hansestadt an der Jeetze mit Arendsee und Diesdorf, 2025.